# 孔宪武
孔宪武（1897年—1984年），男，直隶（今河北）高邑人，中国植物分类学家、教育家，曾任甘肃师范大学副校长，第三届全国人大代表。